# رادار کنترل آتش

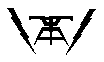
نشان کاربر سیستم کنترل آتش نیروی دریایی ایالات متحده

رادار کنترل آتش (FCR) راداری است که به‌طور خاص برای ارائهٔ اطلاعات (عمدتاً سمت هدف، ارتفاع، برد و میزان برد) به یک سامانه کنترل آتش به‌منظور هدایت تسلیحات، طراحی شده‌است.
یک رادار معمولی کنترل آتش یک پرتوی باریک و شدید از امواج رادیویی را برای اطمینان از اطلاعات ردیابی دقیق و به حداقل رساندن احتمال گُم کردن مسیر هدف، ساطع می‌کند. این موضوع، باعث می‌شود که این رادارها برای شناسایی اولیهٔ هدف مناسب نباشند و FCRها اغلب با یک رادار جستجوی برد متوسط برای ایفای این نقش، همکاری می‌کنند.
اکثر رادارهای مدرن دارای قابلیت ردگیری به هنگام جستجو هستند که به آن‌ها امکان می‌دهد همزمان، به‌عنوان رادار کنترل آتش و رادار جستجو عمل کنند.
رادارهای کنترل آتش در سه فاز مختلف عمل می‌کنند.

## کارایی
کارایی یک رادار کنترل آتش در درجهٔ اول توسط دو عامل تعیین می‌شود: وضوح رادار و شرایط جوی. تفکیک رادار، عبارت از توانایی رادار برای تمایز بین دو هدف نزدیک به هم است.

## اقدامات متقابل
اکثر رادارهای کنترل آتش دارای ویژگی‌های منحصربه‌فردی مانند فرکانس رادیویی، مدت زمان پالس، فرکانس پالس و قدرت معینی هستند. این ویژگی‌ها، می‌توانند به شناسایی رادار و در نتیجه، شناسایی سیستم تسلیحاتی که آن را کنترل می‌کند کمک کنند. این موضوع می‌تواند اطلاعات تاکتیکی ارزشمندی، مانند حداکثر برد سلاح، یا ایراداتی که می‌توان از آن‌ها استفاده کرد، در اختیار افسرانی قرار دهد که این علائم را تجزیه و تحلیل می‌کنند. در طول جنگ سرد، رادارهای کنترل آتش شوروی اغلب نامگذاری می‌شدند و خلبانان ناتو می‌توانستند تهدیدات موجود را از طریق سیگنال‌های راداری که دریافت می‌کردند شناسایی کنند.

## انواع

### مبتنی بر سطح
یکی از نخستین رادارهای موفق کنترل آتش، SCR-584، به‌طور مؤثر و گسترده توسط متفقین در طول جنگ جهانی دوم برای کنترل سلاح‌های ضدهوایی مورد استفاده قرار گرفت. از زمان جنگ جهانی دوم، ارتش ایالات متحده از رادار برای هدایت موشک‌های ضدهوایی از جمله ام‌آی‌ام-۲۳ هاوک، سری نایک و در حال حاضر ام‌آی‌ام-۱۰۴پاتریوت استفاده کرده‌است.

### مبتنی بر کشتی
نمونه‌هایی از رادارهای کنترل آتش که در حال حاضر توسط نیروی دریایی ایالات متحده استفاده می‌شود:
- ام‌کی ۹۵ - روشن‌گر موج پیوسته (سامانهٔ موشکی سطحی اسپارو دریایی ناتو)
- ام‌کی ۹۲ - سیستم آنتن ترکیبی (توپ ام‌کی ۷۵، سابقاً موشک‌های اس‌ام-۱)
- AN/SPG-62 - روشن‌گر موج پیوسته (آگیس)
- AN/SPQ-9 B — پالس‌داپلر (توپ سبک‌وزن ام‌کی ۴۵)

### مبتنی بر هواپیما
پس از جنگ جهانی دوم، رادارهای کنترل آتش هوابرد از سیستم AN/APG-36 ساده‌تر و موشک‌گذار مورد استفاده در اف-۸۶دی سبر به آرایه اسکن الکترونیکی فعال مبتنی بر AN/APG81 اف-۳۵ تکامل یافته‌اند.